# Setnica, Dobrova-Polhov Gradec
Setnica este o localitate din comuna Dobrova-Polhov Gradec, Slovenia, cu o populație de 33 de locuitori.